# 張桃芳
張桃芳（ちょう とうほう、1931年 - 2007年10月29日）は中華人民共和国の軍人、戦闘機パイロット。朝鮮戦争で狙撃手として参戦し、朝鮮戦争におけるスコア第1位となる214名射殺を記録したとされる。戦後は空軍のパイロットに転身した。

## 生涯
1951年3月、中国人民志願軍に志願し朝鮮戦争に従軍。1953年1月、第24軍団第214連隊の一員として上甘嶺に赴任。モシン・ナガンライフルを使用し、同年5月までに国連軍兵士214名を射殺したと主張。二級狙撃英雄の称号を授与され、また朝鮮民主主義人民共和国最高人民会議より一級国旗勲章を授与されている。
休戦後の1954年、空軍に転じ、徐州第5航空予備学校に入学。1956年には中国共産党に入党。済南空軍第5航校第1団大隊第3隊を経て空軍飛行員となる。空軍高密第1訓練基地や北京空軍直属中隊に配属されMiG-15に搭乗した。しかし、その後の技術革新で高高度の飛行任務に適応出来ず、空軍司令劉亜楼の計らいで防空兵へ転属し、防空兵某部隊の営長を務めた。その後、濰坊基地警衛連副指導員、上海空軍政治学校学員、濰坊基地警衛連指導員、済南軍区空軍地対空誘導弾第九団司令部副参謀長、同副団長などを歴任。1985年6月に退役。2007年10月29日、山東省濰坊市第一軍休所にて死去。